# Fluorek kobaltu(II)
Fluorek kobaltu(II), difluorek kobaltu, CoF
2 – nieorganiczny związek chemiczny z grupy fluorków, w którym kobalt występuje na II stopniu utlenienia. W niskich temperaturach jest antyferromagnetykiem. Stosowany jako czynnik fluorujący.
Można go otrzymać przepuszczając fluorowodór nad chlorkiem kobaltu(II) w temperaturze 350–450 °C:
CoCl
2 + 2HF → CoF
2 + 2HCl
lub z węglanu kobaltu(II) w reakcji z fluorowodorem bądź kwasem fluorowodorowym:
CoCO
3 + 2HF → CoF
2 + H
2O + CO
2↑
Fluorek kobaltu(II) tworzy di-, tri- i tetrahydrat. Jest toksyczny, słabo rozpuszcza się w wodzie, a podczas ogrzewania jego roztworów do wrzenia rozkłada się tworząc CoF·CoO·H
2O.